# Mù tạt (gia vị)

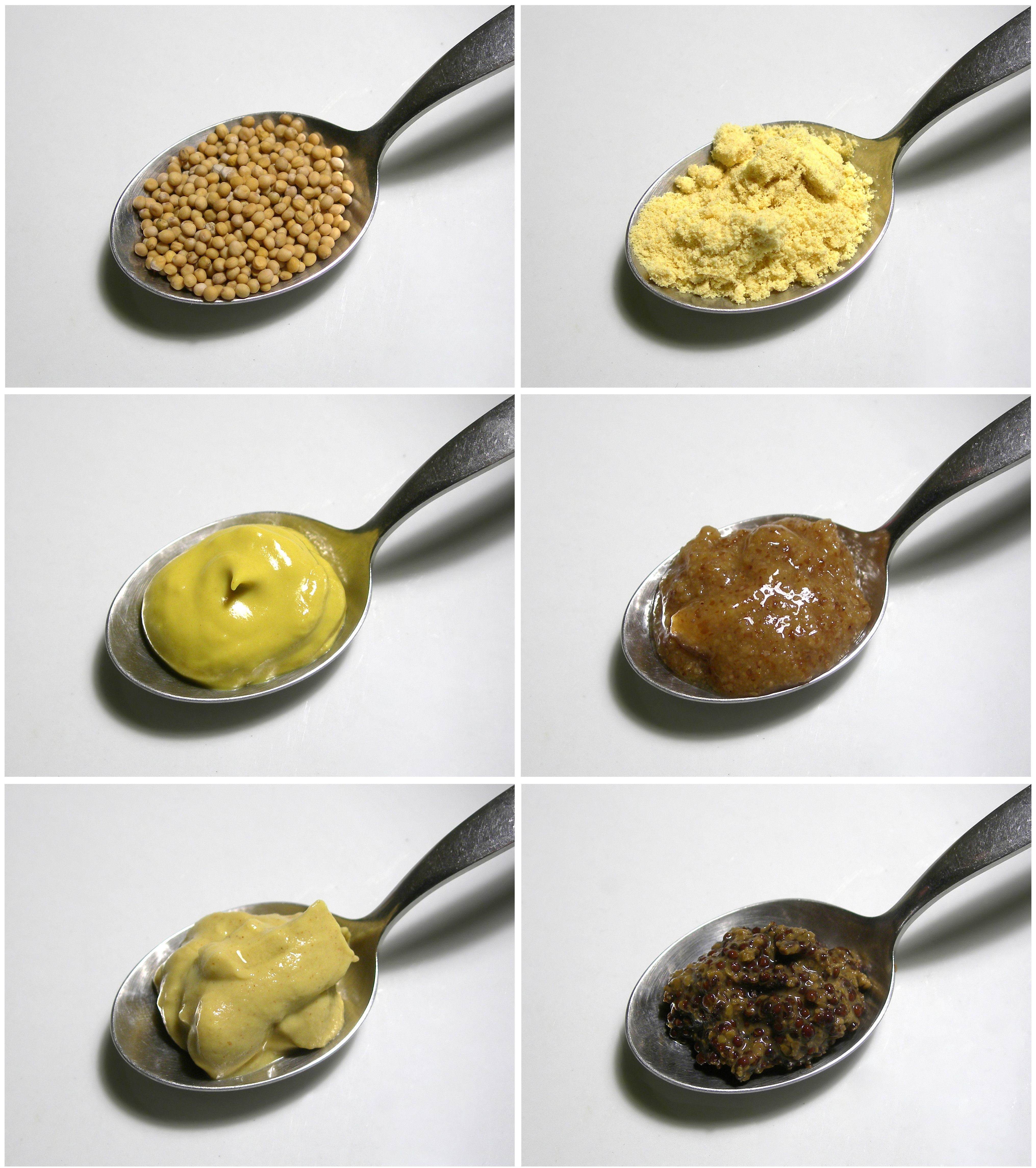
Một số loại mù tạc

Mù tạt là loại gia vị làm từ cây mù tạt (mù tạt trắng/ vàng, Sinapis alba; mù tạt nâu / Ấn Độ, Brassica juncea; hay mù tạt đen, B. nigra). Vị của mù tạt trải từ ngọt đến cay. Nó được xem là một trong những loại gia vị xưa nhất thế giới. Từ hàng ngàn năm trước, người Hy Lạp cổ đại đã dùng mù tạt như một loại gia vị không thể thiếu trong bữa ăn hằng ngày.

## Các loại
Những loại mù tạt phổ biến:

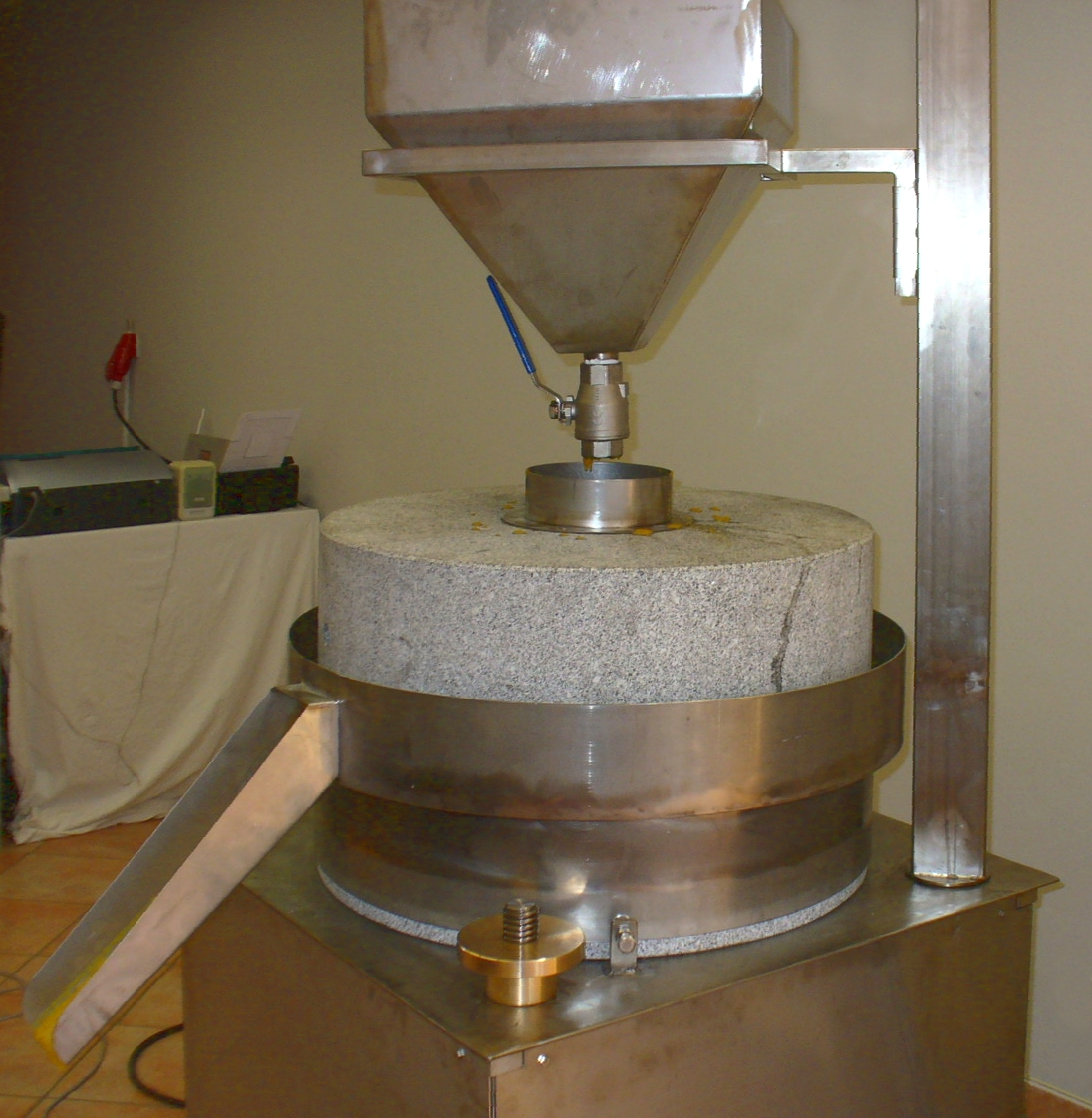
Máy xay mù tạt với đá hoa cương

- Mù tạt trắng làm từ cây cải Sinapis alba mọc hoang dại tại Bắc Phi, Trung Đông và khu vực ven Địa Trung Hải. Mù tạt trắng có hạt trắng hình tròn, có vỏ cứng màu vàng nhạt. Khi sử dụng, người ta bóc đi lớp vỏ này, lấy phần nhân màu trắng bên trong, nghiền trộn cùng với dầu và giấm được dùng nhiều trong các món trộn.
- Hạt mù tạt đen B. nigra có hình tròn, cứng, màu chuyển từ nâu đậm đến đen. Loại mù tạt này nhỏ nhưng cay hơn mù tạt trắng.
- Mù tạt nâu được làm từ loài cải Juncea (Brassica. juncea) có nguồn gốc từ chân dãy núi Himalaya, là hạt có cùng cỡ hạt với mù tạt đen, mùi hăng ít hơn và lớp vỏ cũng có nhiều sắc độ khác nhau.

## Công dụng
- Giảm cholesterol, phòng chống xơ vữa động mạch, điều hòa lưu thông máu, tránh cao huyết áp
- Kiểm soát, hạn chế các triệu chứng của tắc nghẽn ngực, chống viêm khớp dạng thấp
- Tăng cường hệ miễn dịch
- Chống oxy hóa, làm chậm quá trình lão hoá